# Андон
Андон (кор.  안동시 ,  安 东 市, Andong-si) — місто в Південній Кореї, провінція Кьонсан-Пукто. Найбільше місто північної частини провінції. Стоїть на річці Нактонган.
З 1970 року Андон швидко розвивався, потроївши чисельність населення за 30 років. Зараз це великий туристичний і культурний центр. Андон відомий як центр національної культури Кореї, де збереглися багато стародавніх традицій. Популярні серед туристів національні корейські маски з Андону.

## Історія
Андон був заснований в першому році нашої ери. Тоді він називався Кочхан. За часів трьох королівств Кореї був під управлінням королівства Сілли. В 930 році тут відбулася Битва при Кочхані між арміями Хупекче та Коре, яку вів Вангоном, який захопив місто і перейменував його в Андон.
Після того як на престол стали представники династії Чосон Андон став центром конфуціанства. Звідси вийшло багато конфуціанських філософів — І Хван (1501–1570), один з найзнаменитіших з них. У старості І Хван повернувся в Андон і заснував тут конфуціанську академію Тоса совон. Протягом цього часу андонські прізвища надавали значний вплив на політичне життя Кореї.

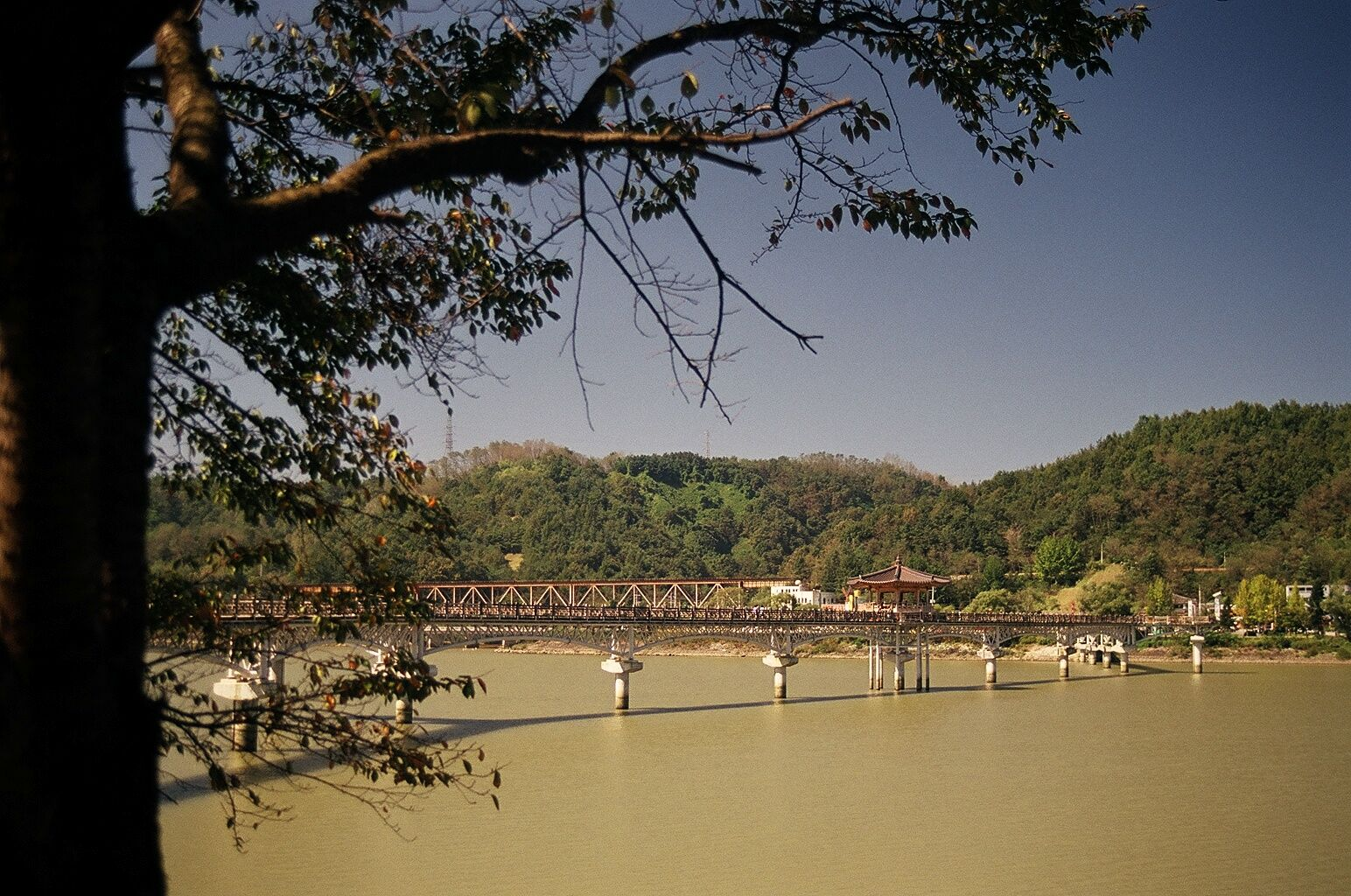
Міст в Андоні

У XVI–XVIII століттях вплив Андону впав. У XIX столітті місцева династія Кім поріднилася з королівською і почала знову чинити сильний вплив на королівську сім'ю.
Андон був ареною запеклих боїв під час Корейської Війни 1950-х років. Хоча місто було сильно зруйноване, відновлення пройшло за короткий термін. В 1976 році тут була побудована Андонска ГЕС, що забезпечує місто електричною енергією.
В 1999 рік королева Єлизавета II відзначила в місті свій 73 день народження.

## Географія
Місто розташоване в північній частині провінції Кенсан-Пукто. На сході межує з Йон'яном і Чхонсоном, на заході — з повітом Ечхоне, на півдні — з Ийсоном, і на півночі — з містом Йонджу і повітом Понхва.
На відміну від багатьох інших місцевостей у країні, ландшафт в Андоні досить рівнинний і дозволяє ефективно вести сільське господарство.

### Клімат
Місто знаходиться у зоні, котра характеризується вологим континентальним кліматом зі спекотним літом. Найтепліший місяць — серпень із середньою температурою 25 °C (77 °F). Найхолодніший місяць — січень, із середньою температурою -2.2 °С (28 °F).
| Клімат Андона           | Клімат Андона | Клімат Андона | Клімат Андона | Клімат Андона | Клімат Андона | Клімат Андона | Клімат Андона | Клімат Андона | Клімат Андона | Клімат Андона | Клімат Андона | Клімат Андона | Клімат Андона |
| Показник                | Січ.          | Лют.          | Бер.          | Квіт.         | Трав.         | Черв.         | Лип.          | Серп.         | Вер.          | Жовт.         | Лист.         | Груд.         | Рік           |
| Абсолютний максимум, °C | 12            | 20            | 21            | 27            | 32            | 32            | 35            | 36            | 35            | 27            | 21            | 16            | 36            |
| Середній максимум, °C   | 2             | 4             | 10            | 18            | 23            | 26            | 27            | 28            | 24            | 18            | 11            | 5             | 17            |
| Середня температура, °C | −2            | 0             | 5             | 12            | 17            | 21            | 24            | 25            | 20            | 13            | 6             | 0             | 12            |
| Середній мінімум, °C    | −6            | −4            | 0             | 6             | 11            | 16            | 20            | 21            | 16            | 7             | 1             | −3            | 7             |
| Абсолютний мінімум, °C  | −17           | −16           | −9            | −3            | 3             | 8             | 13            | 11            | 5             | −3            | −11           | −15           | −17           |
| Днів з опадами          | 13            | 14            | 14            | 13            | 13            | 15            | 19            | 16            | 13            | 7             | 10            | 13            | 160           |
| Днів з дощем            | 6             | 10            | 11            | 13            | 13            | 15            | 19            | 16            | 13            | 7             | 10            | 8             | 141           |
| Днів зі снігом          | 9             | 5             | 4             | 0             | 0             | 0             | 0             | 0             | 0             | 0             | 0             | 7             | 25            |
| ----------------------- | ------------- | ------------- | ------------- | ------------- | ------------- | ------------- | ------------- | ------------- | ------------- | ------------- | ------------- | ------------- | ------------- |
| Джерело: Weatherbase    |               |               |               |               |               |               |               |               |               |               |               |               |               |

## Економіка
Одна з головних галузей економіки Андон — туризм. На території міста знаходяться два курорту — Тоса і Хахо. Добре розвинене також сільське господарство, зокрема тваринництво та вирощування фруктів, головним чином яблук та динь.

## Адміністративний поділ
Андон адміністративно ділиться на 1 ип, 13 менів і 10 тон (дон) :
| Назва       | Хангиль | Площа, км ² | Населення, чол | Внутрішнє розподіл |
| Пхунсанип   | 풍산읍  | 96,64       | 7650           | 19 ри              |
| Варенмен    | 와룡 면 | 116,96      | 4762           | 18 ри              |
| Ільджікмен  | 일직 면 | 85,56       | 3805           | 13 ри              |
| Імхамен     | 임하면  | 91,69       | 3824           | 8 ри               |
| Еанмен      | 예안 면 | 163,91      | 2312           | 16 ри              |
| Імдонмен    | 임동 면 | 151,05      | 2457           | 12 ри              |
| Кіранмен    | 길안 면 | 199,02      | 3590           | 13 ри              |
| Намсонмен   | 남선면  | 59,08       | 2706           | 8 ри               |
| Намхумен    | 남후면  | 63,14       | 2363           | 9 ри               |
| Нокчонмен   | 녹전 면 | 70,82       | 2208           | 10 ри              |
| Пукхумен    | 북후면  | 76,86       | 4027           | 12 ри              |
| Пхунчхонмен | 풍천면  | 93,87       | 5013           | 13 ри              |
| Сохумен     | 서후 면 | 65,35       | 4273           | 11 ри              |
| Тосанмен    | 도산 면 | 101,9       | 2215           | 12 ри              |
| Ангідон     | 안기동  | 7,29        | 8575           |                    |
| Йонсандон   | 용상동  | 26,10       | 22776          |                    |
| Каннамдон   | 강남동  | 20,03       | 10176          |                    |
| Меннюндон   | 명륜동  | 9,37        | 6720           |                    |
| Октон       | 옥동    | 4,44        | 20024          |                    |
| Пхенхвадон  | 평화동  | 0,85        | 8572           |                    |
| Согудон     | 서구동  | 1,56        | 9168           |                    |
| Сонхадон    | 송하동  | 9,65        | 11326          |                    |
| Тхехвадон   | 태화동  | 2,31        | 14733          |                    |
| Чунгудон    | 중구동  | 4,28        | 6196           |                    |

## Туризм і визначні пам'ятки
- Історичні місця, музеї просто неба: Чіре, Хахве. Село Хахве і Яндон є кандидатами на включення до списку Всесвітньої спадщини ЮНЕСКО[5].
- Музей соджу — Андон є одним з найвідоміших місць виробництва цього традиційного корейського алкогольного напою[6].

## Міста-побратими
- Японія Сагае (префектура Ямагата), Японія — з 1974
- КНР Піндіншань (провінція Хенань), Китай — з 2000
- США Сідар-Рапідс (штат Айова), США — з 2005
- Перу Куско (провінція Куско), Перу — з 2007

## Відомі жителі
- Чо Юн Джон, тенісист.
- Чи Хан Дже, учитель хапкідо.
- Кім Джин Гю, футболіст.